# Buster Matheney
 Charles Buster Matheney, né le 8 février 1956 à Los Angeles en Californie et mort le 25 septembre 2000, est un joueur de basket-ball américain.

## Biographie
Après une carrière universitaire avec les Utah State Aggies, il est sélectionné en 28e position lors de la Draft 1978 de la NBA par les Rockets de Houston. Toutefois, il ne joue aucun match en National Basketball Association (NBA).